# الغايرة
الغايرة بلدة موريتانية وإحدى بلديات ولاية العصابة.